# Aleksandr Alekséievitx Makàrov
Aleksandr Alekséievitx Makàrovv és un físic rus que va dirigir l'equip que va desenvolupar el Orbitrap, un tipus d'espectròmetre de masses que consisteix en un elèctrode exterior amb forma de barril i un elèctrode interior coaxial amb forma de fus que forma un camp electroestàtic amb distribució potencial quadro-logarítmica.
El novembre de 2013 va esdevenir professor d'espectrometria de masses d'alta resolució al departament de química de la Universitat d'Utrecht i des de 2016 és el director global de recerca en espectrometria de masses per a ciències de la vida a l'empresa Thermo Fisher Scientific.

## Educació
- 1989 Màster en Física molecular, Moscow Engineering Physics Institute.
- 1993 Doctorat en Física i Matemàtiques, Moscow Engineering Physics Institute.

## Premis
- 2008 Premi a una contribució distingida en espectrometria de masses, Societat Americana d'Espectrometria de Masses.
- 2012 Premi Medalla Thomson